# زياد بكري
زياد بكري (ولد في 27 آذار/مارس 1980 في حيفا)، ممثل فلسطيني. وهو ابن الممثل والمخرج محمد بكري وشقيق الممثل صالح بكري.

## السيرة الذاتية
تخرج في عام 2001 من نيسان ناتيف ستوديو في تل أبيب. وفي عام 2004، عمل دورة تصوير فوتوغرافي.

## أعماله
مثل دور رجل مخابرات سوري في باريس في المسلسل المعروف : مكتب الأساطير (بيرو دو ليجاند) مكتب الأساطير (بيرو دو ليجاند) ومنه حصل على شهرة واسعة.

## روابط خارجية
- زياد بكري على موقع IMDb (الإنجليزية)
- زياد بكري على موقع قاعدة بيانات الأفلام العربية
- زياد بكري على موقع قاعدة بيانات الأفلام العربية
- زياد بكري على موقع ألو سيني (الفرنسية)
- زياد بكري على موقع ألو سيني (الفرنسية)
- زياد بكري على موقع قاعدة بيانات الفيلم (الإنجليزية)
- زياد بكري على موقع كينوبويسك (الروسية)